# Arquitetura Mórmon

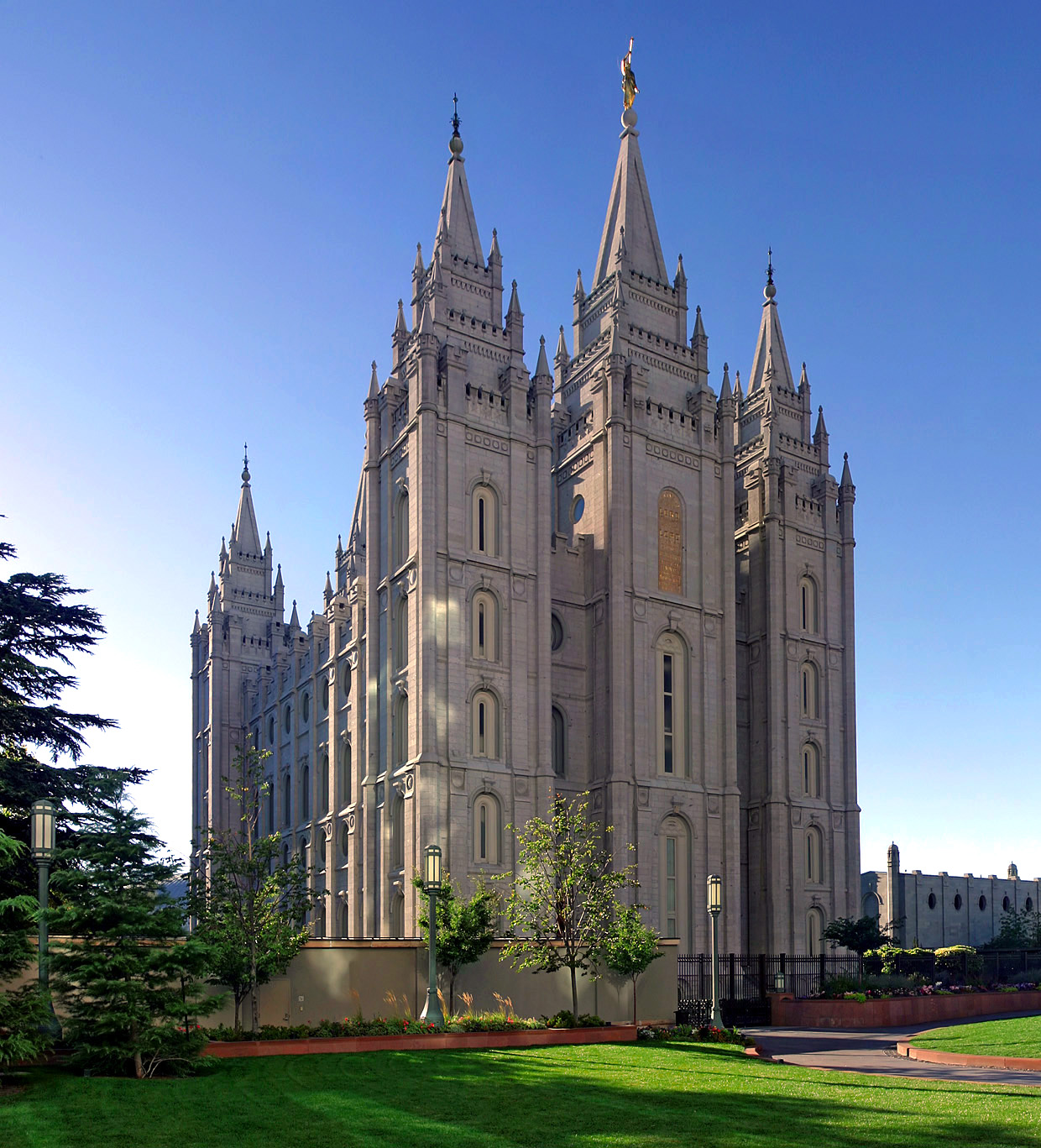
O Templo de Salt Lake, uma das mais icônicas edificações Mórmon

Por arquitetura Mórmon entende-se a escola arquitetônica desenvolvida pelos Mórmons, a denominação popular dos integrantes da Igreja de Jesus Cristo dos Santos dos Últimos Dias. Seu estilo típico e original é encontrado especificamente na arquitetura de templos, e entre suas características distintivas estão o ecletismo, a funcionalidade, a monumentalidade e a austeridade. É uma escola ainda pouco estudada, mas já criou polêmica, é prolífica e deixou uma série de exemplares que se tornaram ícones da paisagem urbana de suas regiões.

## Contexto
A Igreja de Jesus Cristo dos Santos dos Últimos Dias é uma religião fundada nos Estados Unidos no século XIX por Joseph Smith Jr. Embora professem a crença em Jesus Cristo como seu Salvador, sua relação com o Cristianismo é incerta, defendendo vários dogmas não encontrados em outras denominações cristãs, tais como a distinção essencial entre as pessoas da Santíssima Trindade, a negação do conceito do pecado original e a possibilidade do homem se tornar um deus após a morte. Segundo Laurel Andrew, estas crenças pouco convencionais formaram na origem uma sociedade agressivamente independente, com valores próprios e índole protestante, milenarista e revivalista, embora nos dias de hoje estes valores estejam em grande parte identificados com os da sociedade norteamericana contemporânea.
Outra de suas crenças é a de que o Jardim do Éden se localizava na América do Norte, onde hoje é a cidade de Independence, no estado de Missouri, Estados Unidos. Nascendo em uma época em que os Estados Unidos estavam sendo agitados pela doutrina do Destino Manifesto, a qual pregava que o país era destinado a ser uma liderança mundial, a religião Mórmon encontrou um contexto facilitador para florescer uma mística de que o continente americano era um novo Éden, ainda não contaminado pelos vícios da civilização do ocidente e um lugar onde o homem poderia conquistar progresso material e um renascimento espiritual. Desta forma, não foi mera casualidade o fato de os Mórmons desejarem construir uma Nova Jerusalém nas vizinhanças do local onde Adão presumidamente teria vivido após sua expulsão do Éden, a fim de reunir novamente os descendentes dispersos do povo eleito, os Santos dos Últimos Dias. Na década de 1830 o fundador da religião, Joseph Smith, havia reunido os primeiros Mórmons na cidade Kirtland, onde foi erguido o primeiro templo entre 1833 e 1836, como o primeiro passo no restabelecimento do Paraíso Terrestre.

## Origens

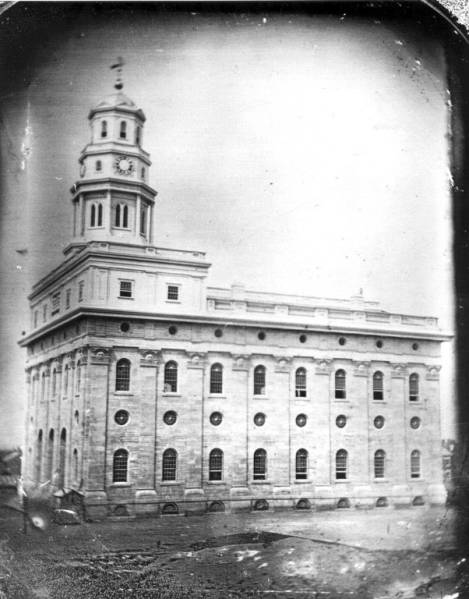
O Templo de Nauvoo, um dos mais antigos templos Mórmon

A concepção do templo Mórmon deriva em linhas gerais do Templo de Salomão citado na Bíblia, e a denominação de "templo", antes do que "igreja", é enfatizada tanto para vinculá-lo ao exemplo salomônico quanto para diferenciar sua função dos locais de culto de outras religiões. Para os Mórmons um templo não é um mero local de encontro e culto, mas tem um caráter especialmente sagrado, destinado à realização de cerimônias secretas vedadas para os não-membros e mesmo para os membros que não estejam plenamente qualificados, segundo seus critérios. O ritual do templo é, entretanto, indispensável para o recebimento de certas bênçãos necessárias para a conquista da beatitude pós-morte. Estes ritos especiais são complementados por serviços regulares semanais realizados em capelas de bairro, construções muito mais simples.
Embora tendo nascido como uma religião democrática organizada em uma sociedade fechada e comunista, logo desenvolveu uma estrutura hierárquica rígida, encabeçada pela figura do Presidente da Igreja, considerado invariavelmente um profeta iluminado pela inspiração divina. A arquitetura dos templos Mórmons é um reflexo dessa hierarquia. Tradicionalmente os templos não nasciam do povo, mas do líder da Igreja, que escolhia o local, estabelecia o projeto básico e organizava a construção. Oficialmente a forma que o edifício assumia era fruto direto de uma revelação sobrenatural. Ao povo cabia contribuir com trabalho e ajuda material.
Mesmo assim, havia um interesse por parte da Igreja em manter seus arquitetos bem informados. Prova-o a missão com que o Presidente Brigham Young incumbiu o arquiteto Truman Angell em 1856, para que viajasse pelo mundo observando os estilos arquitetônicos dos vários povos e períodos históricos. Isso em parte explica o ecletismo do estilo arquitetônico Mórmon, e outra parte se deve ao conceito de "revelação continuada" aceito por eles. Ainda enquanto estava em construção o primeiro templo ainda em uso, o de St. George, vários líderes da Igreja anunciavam que o projeto dos templos futuros deveria atender a demandas ainda por aparecer. Em torno de 1879, quando foi estabelecida a distinção funcional entre templos, tabernáculos e capelas, Orson Pratt insistia que "o Senhor não está limitado a um único projeto para os templos, mas construirá de uma grande variedade de formas... e não revelará tudo de uma só vez... enquanto o propósito geral dos templos é o mesmo para todas as épocas, a adequação desses edifícios é determinada pelas necessidades da dispensação a que eles pertencem".
Nos dias atuais a forma de construção permanece essencialmente a mesma, ainda que as especificações arquiteturais já não sejam dadas através de revelação. O Presidente, contudo, alega receber uma revelação de que um novo templo é necessário. Os Mórmons mantêm em Salt Lake City, onde está a sede de sua Igreja, um escritório de arquitetura onde são desenvolvidos os projetos. As construções ainda são financiadas voluntariamente pela congregação, além do dízimo o qual os membros são incentivados a doar.

### Estilo de Utah

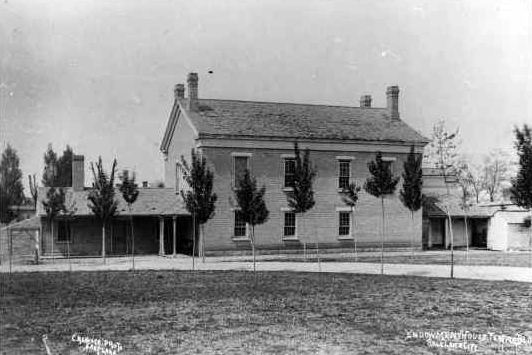
A Casa de Investidura

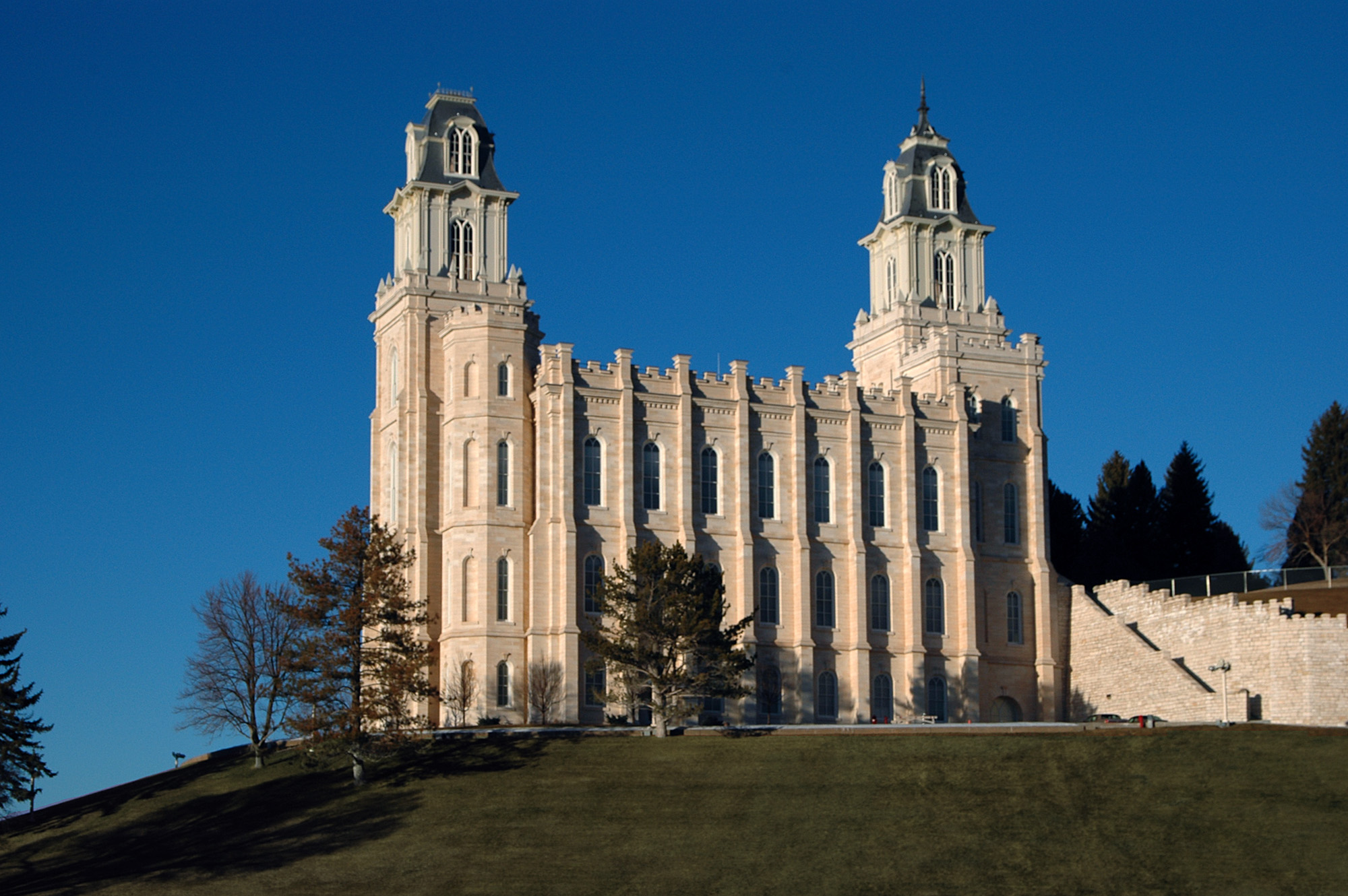
O Templo de Manti

A evolução estilística da arquitetura Mórmon pode ser dividida em duas fases nitidamente diferenciadas. A primeira transcorreu ao longo do século XIX, quando se formou o chamado Estilo de Utah, e a segunda, no século XX, mais diversificada. O Estilo de Utah é descrito como uma original e eclética mistura de elementos principalmente românicos e góticos, com alguma influência da arquitetura maçônica, oriental, bizantina, barroca e neoclássica, criando edifícios austeros, monumentais e massivos, com um aspecto de fortaleza, numa tentativa, segundo Andrew, de explicitar visivelmente os conceitos fundamentais de sua religião.
Os dois primeiros templos, o Templo de Kirtland e o de Templo de Nauvoo, foram projetados pelo fundador Joseph Smith e colaboradores. O de Kirtland exibe uma estrutura simples, semelhante à arquitetura neogótica Protestante norteamericana, o chamado Gótico da Planície, mas o de Nauvoo já tem uma monumentalidade e um aspecto monolitico que se tornaram marcas registradas da arquitetura Mórmon em sua primeira fase.
Inicialmente os templos possuíam uma estrutura basicamente em dois pisos. O térreo era dividido em diversas salas para funções especiais em níveis sucessivamente superiores, separadas por degraus. Depois de receber instruções preliminares, o membro passaria sucessivamente pelas salas do jardim, do mundo e da terra. No segundo piso estavam as salas do céu e do selamento, e no subsolo funcionava o batistério. Este padrão foi inaugurado no projeto da pequena Casa de Investidura, consagrada em 1855, sendo ampliado e detalhado pelo arquiteto Angell sob supervisão direta do Presidente Young, produzindo os templos de Manti, Logan e Salt Lake City, que, entretanto, expandiram o conceito arquitetural da Casa de Investidura adicionando novas salas para novos usos.

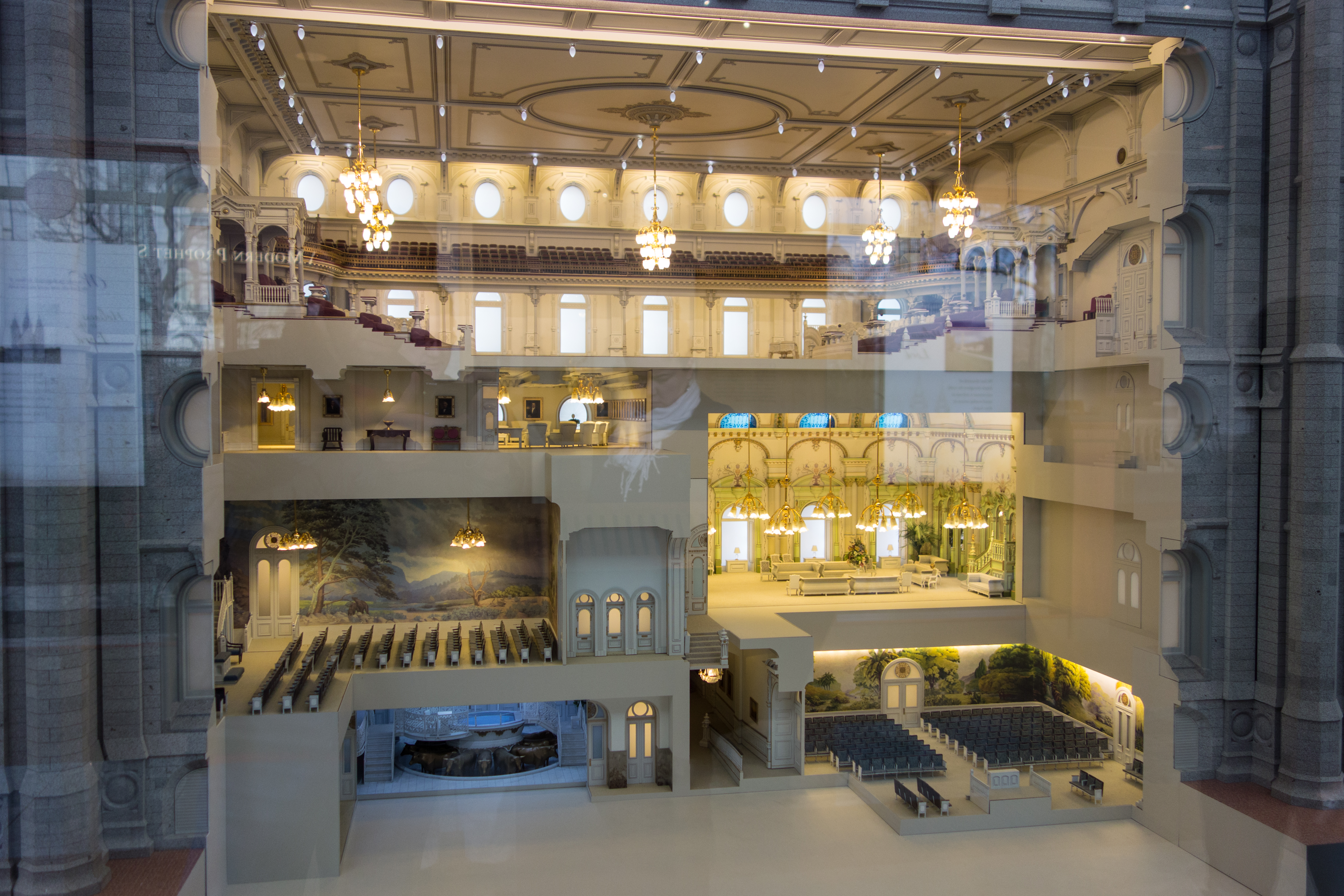
Maquete da estrutura do Templo de Salt Lake

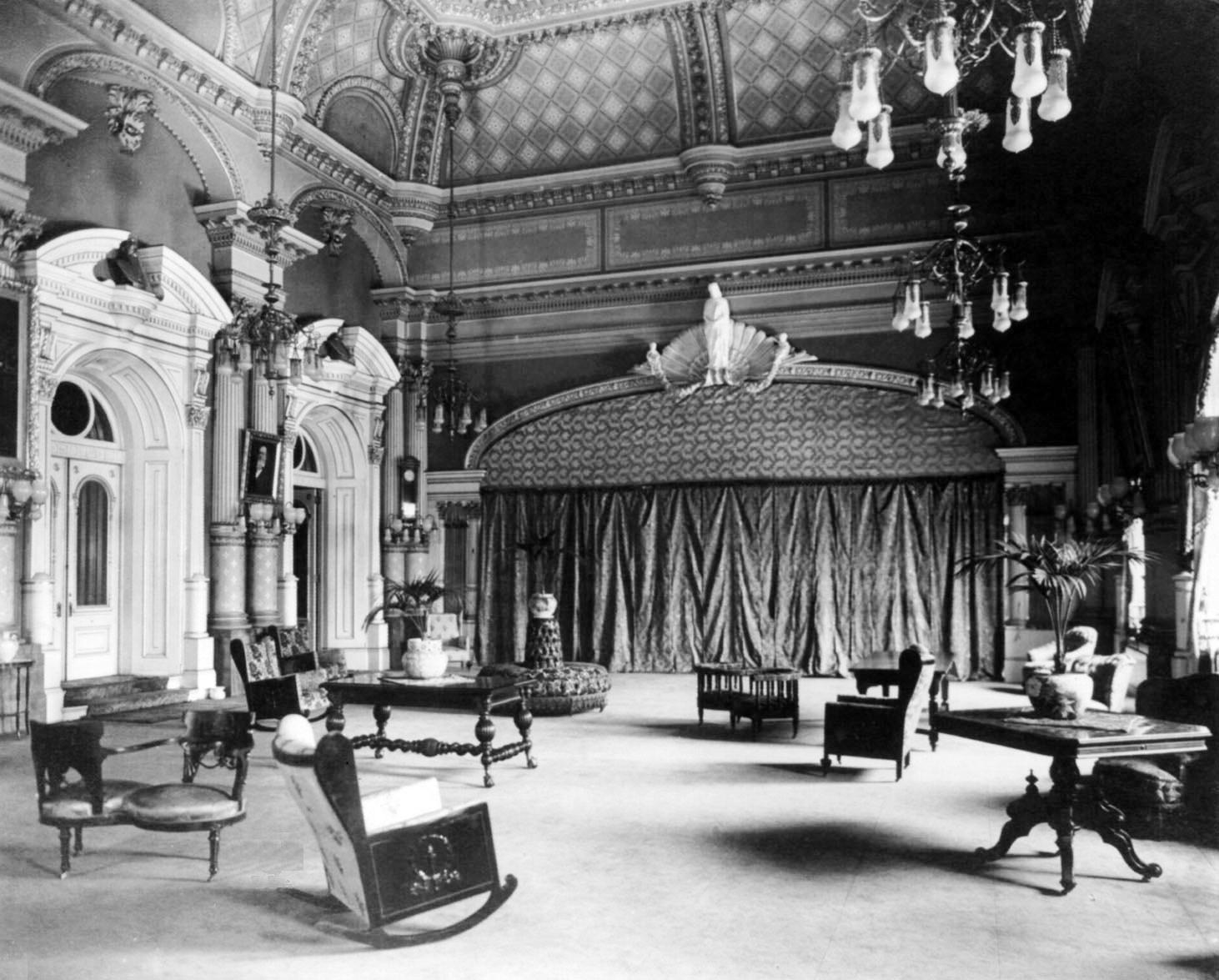
Imagem histórica do interior do Templo de Salt Lake, mostrando a Sala Celestial

O edifício mais representativo desta fase é o célebre Templo de Salt Lake, a culminação do Estilo de Utah e o protótipo para todos os outros templos construídos até o início do século XX. Foi o sexto templo a ser construído pela Igreja, levando quarenta anos para ser finalizado. Comum a outros templos é o rico simbolismo que apresenta em suas fachadas, ilustrativo da jornada do homem da mortalidade à imortalidade. Destacam-se as três torres a leste, representando a primeira Presidência da Igreja e o Sacerdócio de Melquisedec, com seus doze pináculos representativos dos doze apóstolos. A oeste, outras três torres, representando o Bispado Presidente e o Sacerdócio de Aarão, com seus doze pináculos representando o Alto Conselho. Sobre uma das torres há uma grande estátua do anjo Moroni, uma figura central na religião Mórmon; ele toca uma trombeta anunciando a Segunda vinda de Cristo. O aspecto de fortaleza se explica pelo desejo de enfatizar a separação dos Mórmons do mundo profano e a proteção para o culto sagrado que se desenvolve no interior. Diversas pedras decoradas com relevos se distribuem pela fachada. Na base de cada contraforte há uma Pedra da Terra, que representam o escabelo de Deus. Acima delas são colocadas Pedras da Lua, cujas fases variáveis indicam o progresso humano do nascimento à ressurreição. Sobre estas, estão as Pedras do Sol, ilustrando as glórias do reino celestial. Existem ainda Pedras das Nuvens, lembrando a Nuvem de Glória divina citada no Antigo Testamento como aparecendo no Santo dos Santos do Templo de Salomão, e as Pedras das Estrelas, que se referem às luzes do firmamento e aos filhos de Deus, chamados de Estrelas da Manhã. Nas torres centrais há imagens de duas mãos dadas, simbolizando o companheirismo dos Mórmons e o pacto firmado entre eles e Deus. No topo das torres centrais existe também uma imagem de um olho, símbolo da onisciência divina.
Contrastando com a austeridade externa, interiormente o Templo de Salt Lake foi mais ricamente decorado, com vários espaços ornamentados com pinturas murais e mobiliário de luxo. Mesmo durante suas fases iniciais, quando havia escassez de recursos, vários Mórmons foram enviados como "missionários da arte" à Academia Julian de Paris para serem adestrados em técnicas artísticas, para que em seu retorno decorassem os interiores dos templos. Alguns desses artistas se tornaram os principais professores de arte em Utah no início do século XX. A prática da decoração interna mais rica continuaria ao longo do século XX; muitos dos interiores deste período são elegantes e sofisticados.

## Século XX e atualidade

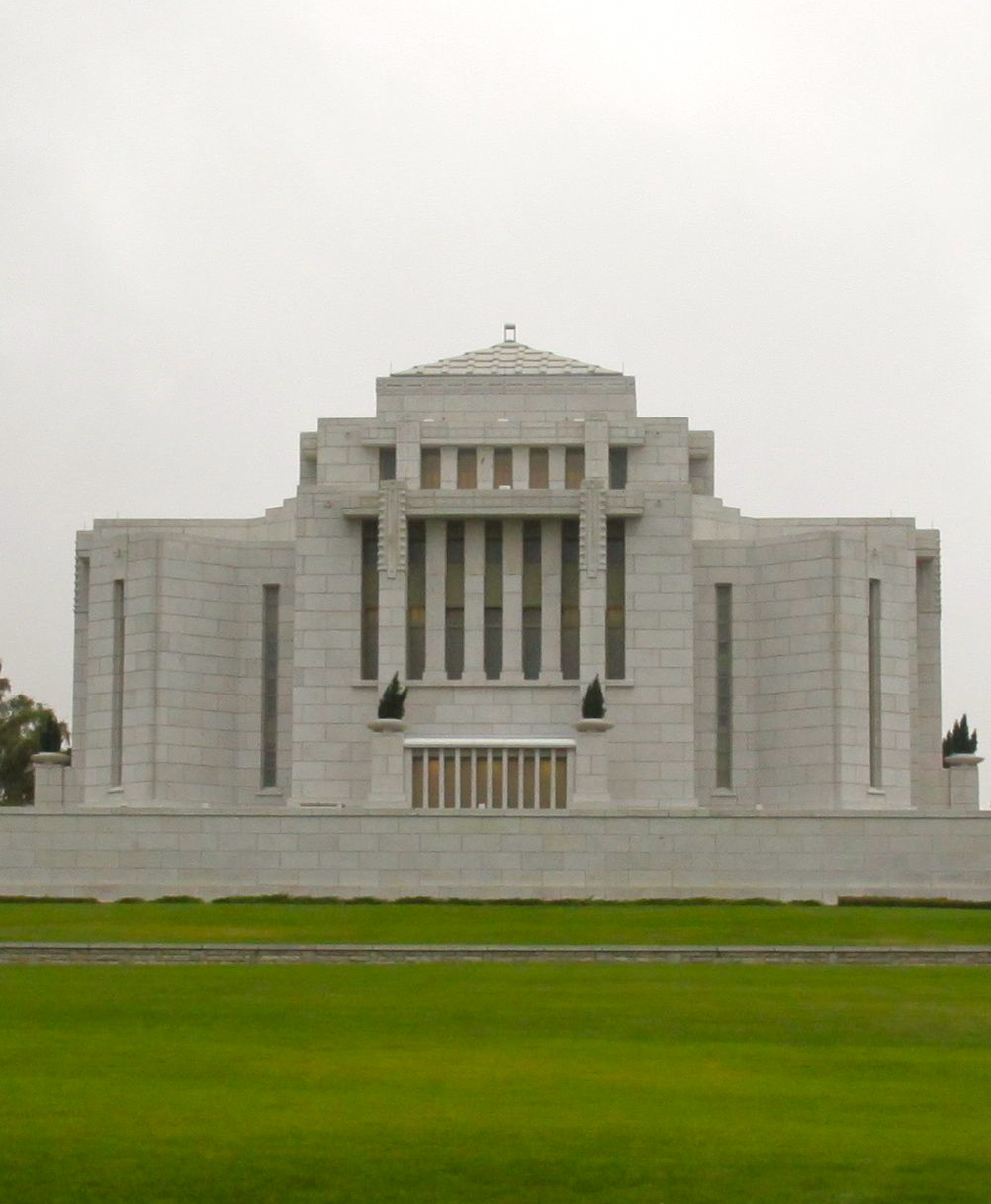
O Templo de Cardston

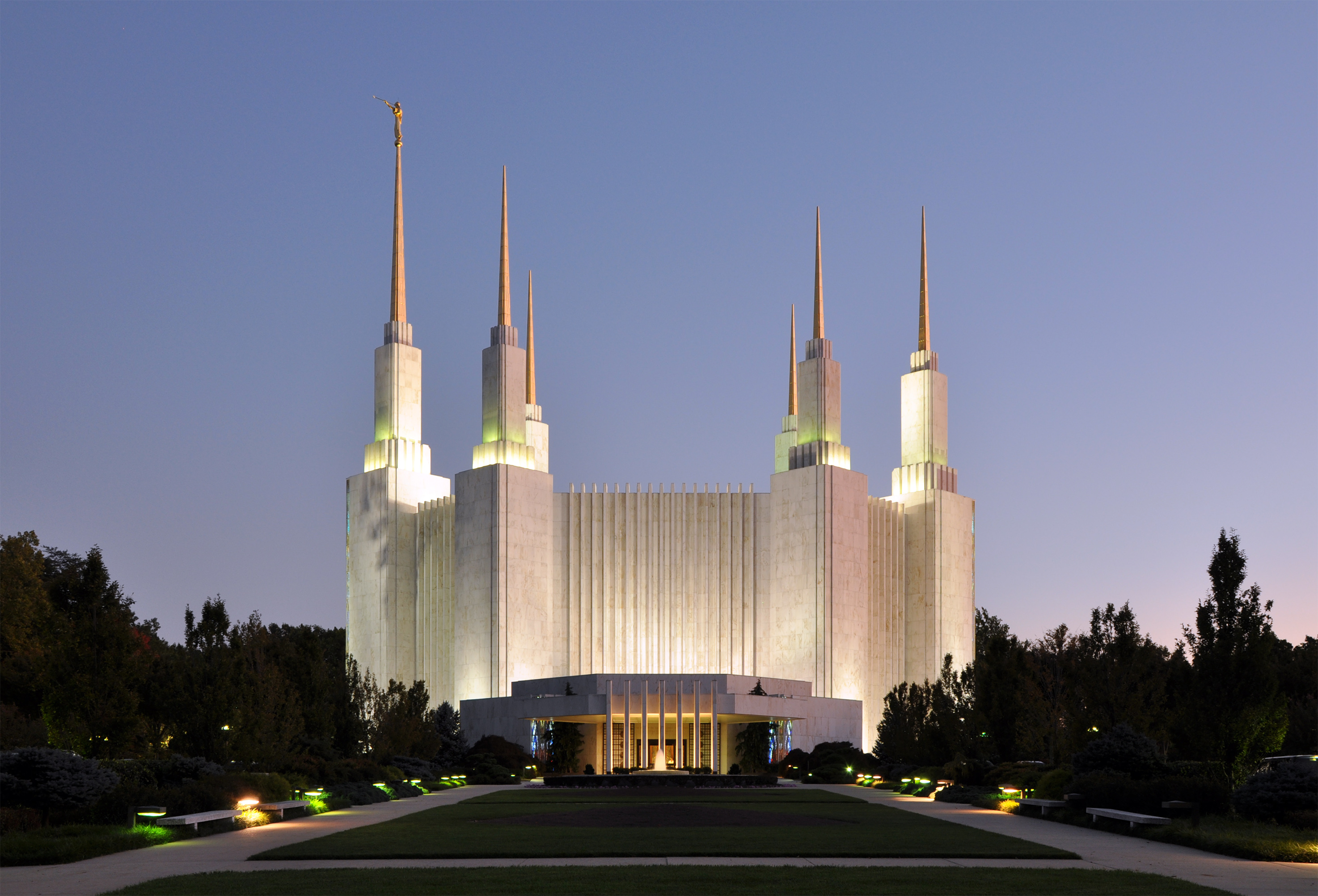
O Templo de Washington D.C

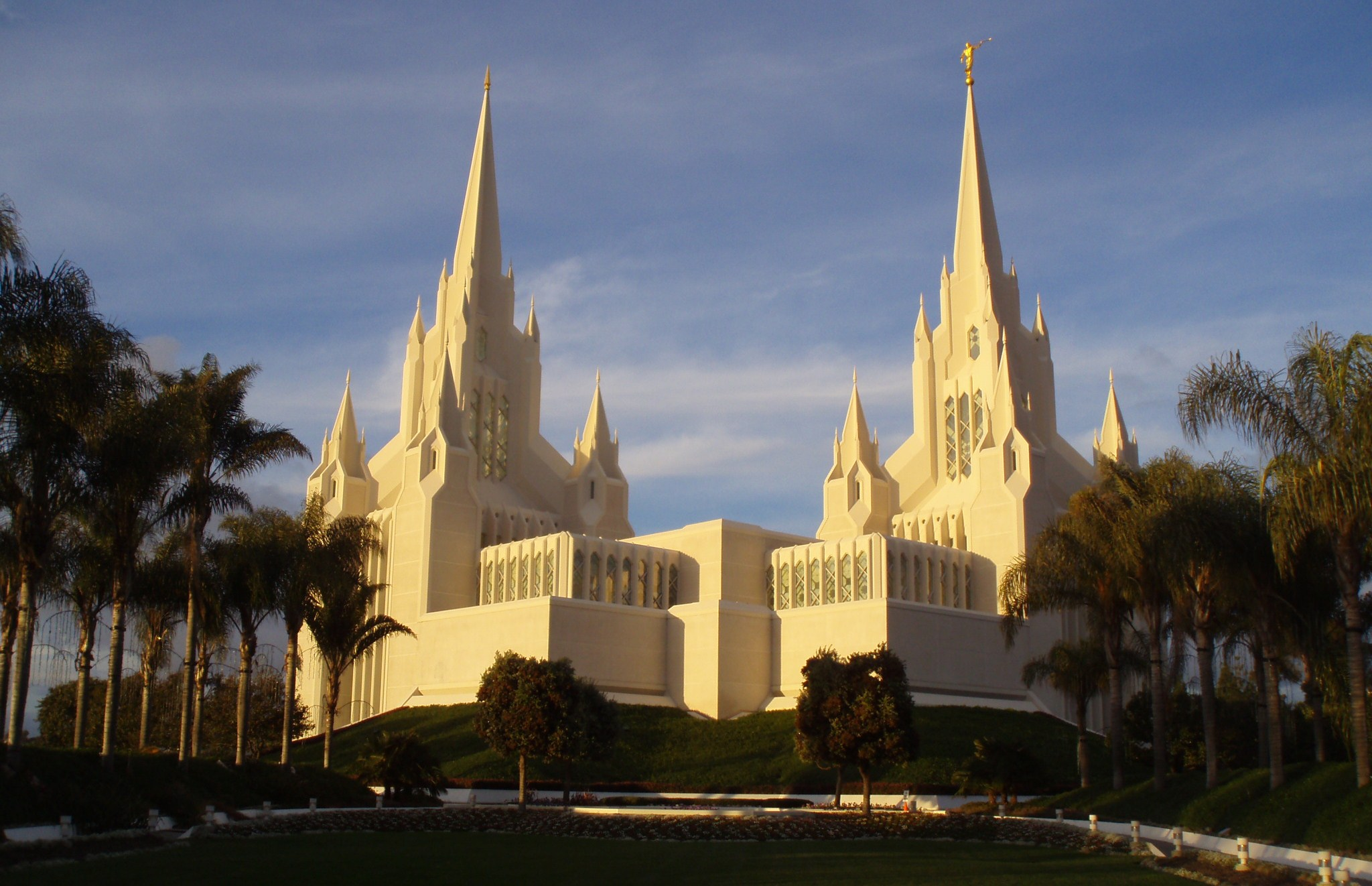
Templo de San Diego

Os seis templos consagrados no século XIX, que cristalizaram um modelo arquitetônico original e impactante, foram apenas um prelúdio para a grande difusão do Mormonismo pelos Estados Unidos e o mundo, quando se multiplicaram os templos. O primeiro a ser erguido fora de Utah foi o Templo de Cardston, no Canadá, cuja pedra fundamental foi lançada em 1915. Nesta altura a Presidência decidiu modificar seu método. Os templos do século XX deveriam evoluir, afastando-se dos cânones estilísticos do século anterior em dois aspectos importantes: eles não mais deveriam ter torres, e deveriam ser menores. Ao mesmo tempo, deveriam eliminar a tradicional sala para assembléia no piso superior. Em termos de função, deixariam de ser espaços multifuncionais, passando a servir para apenas determinadas ordenações sacras. E para definição do desenho e das plantas técnicas, passou-se a buscar ativamente o conselho de arquitetos profissionais altamente qualificados através do lançamento de editais públicos para novos projetos. Não obstante, a escolha final permanecia apanágio do Presidente da Igreja, que inclinou-se nitidamente para esquemas inspirados pelas novas escolas modernistas, especialmente a de Frank Lloyd Wright.
A eliminação da grande sala de assembléia do piso superior deu mais flexibilidade para o trabalho dos arquitetos, pois era ela a principal responsável pela definição estrutural dos templos anteriores. Em vez de estruturas monolíticas, surgiram formas mais escalonadas, com alas laterais e outras inovações como a planta em cruz grega ou oval, e com suntuosa decoração interna na forma de frisos em relevo, esculturas e madeiramentos entalhados. O Primeiro Conselheiro Anthony Ivins declarou nesta época que "o passado, o presente e o futuro se uniram tão perfeitamente nestes templos modernos como jamais o conseguiram antes". O Templo de Cardston serviu de modelo para outros três templos, erguidos no Havaí, Arizona e Idaho Falls.

Em meados do século, especialmente entre as grandes guerras, o ritmo de novas construções desacelerou, mas vários templos foram restaurados ou renovados. Cessando a guerra, em 1954, na Presidência de David O. McKay (1951-1970), foi fundado o Comitê de Construção, que lançou uma intensa campanha construtiva e passou a distribuir tarefas entre vários escritórios de arquitetura, mantendo porém um papel de supervisão geral de todos os novos projetos e estabelecendo uma forte padronização estilística entre eles para atender a necessidades práticas criadas por uma comunidade em rápida expansão internacional, que impunha medidas de economia e agilização administrativa. Em 1964 o Comitê foi reorganizado e passou-se a usar maciçamente uns poucos projetos a serem replicados em muitos lugares com variações mínimas. Outra importante mudança de rumos foi o emprego de princípios similares para a construção dos grandes templos regionais e também as capelas das pequenas comunidades, que com isso perderam muitas de suas antigas características diferenciadoras. Na maioria dos templos propriamente ditos, porém, as torres reapareceram e a monumentalidade, a impressão de solidez, e a limpeza, ousadia e elegância de linhas, voltaram a ser características marcantes, como no Templo de Oakland e no Templo de Washington D.C.

O Templo de Porto Alegre, uma das dezenas de réplicas do Templo de Spokane

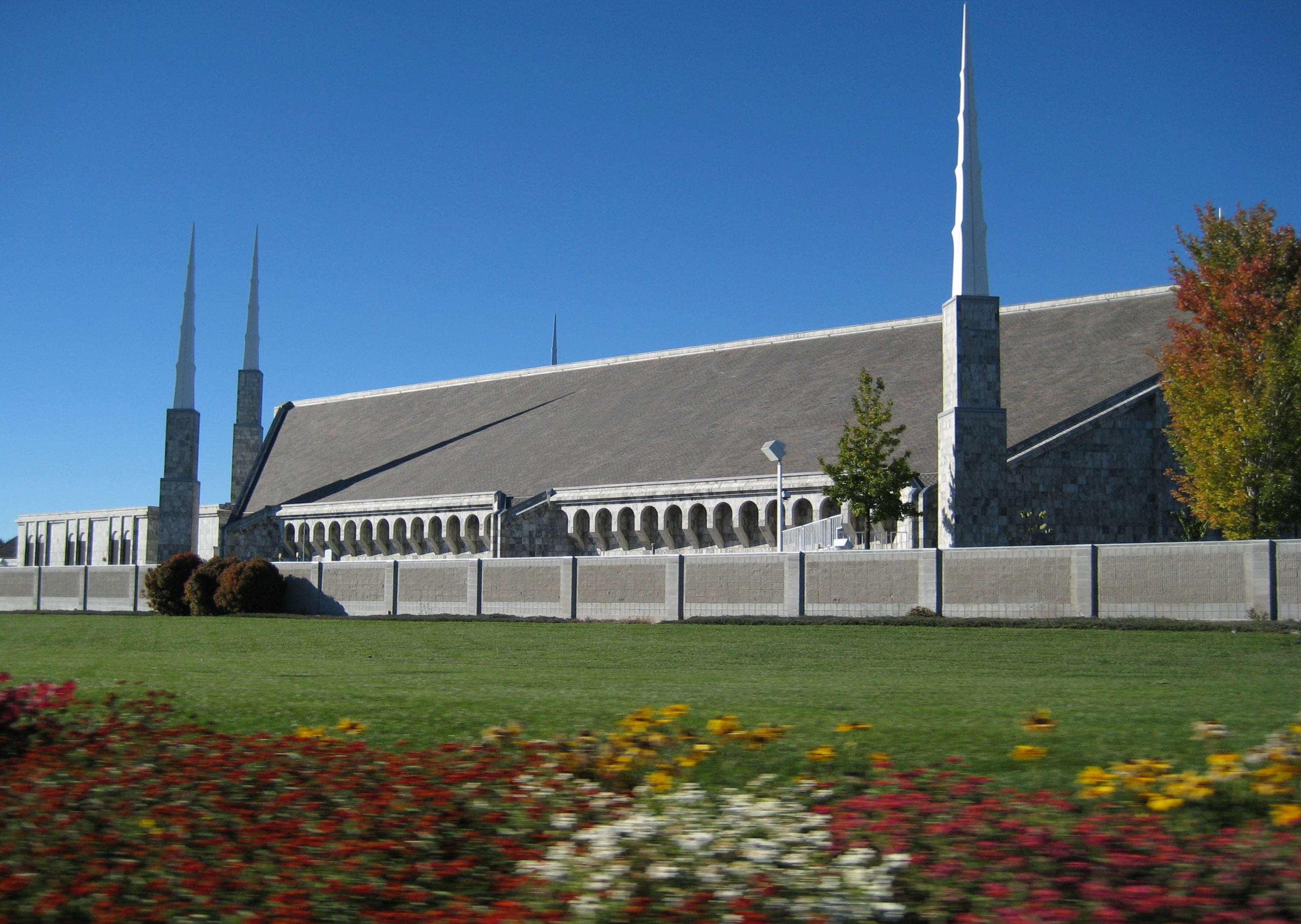
Templo de Boise

A clonagem indiscriminada de uns poucos projetos selecionados desde o início despertou protestos entre alguns arquitetos, que deploraram a insensibilidade da Igreja para com contextos regionais muito diferenciados e a perda da aura individual da obra, além de considerarem o resultado geral deste método como artisticamente medíocre e pouco criativo. Não obstante as críticas, nesta época a unificação de práticas arquitetônicas se tornou um aspecto importante para os Mórmons em todo o mundo como forma de sedimentar e proclamar publicamente a unidade internacional da sua religião.
Nos anos 1980 novos templos se multiplicaram em um ritmo nunca visto, pontuando a paisagem de todo o globo em soluções arquitetônicas mais variadas e usando recursos técnicos sofisticados. Vários dos exemplares mais recentes têm dimensões bastante reduzidas e são indistinguíveis das capelas. Em outros, como no Templo de Boise e no Templo de Freiberg, as inovações são radicais, com o telhado adquirindo função estética e estrutural importante e transformando-se as torres em arco ou pináculo, ou surgindo pórticos semicirculares, como no caso do Templo de Recife.
De 1995 a 2008 a Presidência foi ocupada por Gordon B. Hinckley, um incansável construtor de novos templos; praticamente duplicou o número de edificações existentes, incluindo a reconstrução do histórico Templo de Nauvoo, que fora destruído pouco depois de inaugurado. Mas continuou a prática de reutilização de projetos. A inauguração do Templo de Spokane, em 1999, constitui um marco na história da arquitetura Mórmon, com seu desenho sendo reutilizado para a construção de dezenas de templos praticamente idênticos em várias partes do mundo, incluindo o Brasil - o caso do Templo de Porto Alegre. Os exteriores podem ter acabamentos ligeiramente diferentes, mas na maioria são alguma variação de granito ou mármore, extraído das pedreiras locais. Fora outras pequenas variações no paisagismo, acabamento e configuração, esses templos são réplicas quase perfeitas de um mesmo original, de proporções majestosas e um desenvolvimento basicamente horizontal em vários blocos, com uma torre única ao centro coroada por uma estátua do anjo Moroni.

## Legado
Poucos estudos foram dedicados até agora à arquitetura Mórmon, e como alguns deles foram produzidos por membros da Igreja, criou-se uma polêmica entre os estudiosos apologistas do movimento e os que o criticam a respeito dos méritos artísticos e importância cultural desta arquitetura. De qualquer maneira, vários exemplares adquiririam popularmente uma aura de ícone e marco urbano da região em que se encontram, tais como o notório Templo de Salt Lake, e de acordo com o jornalista Christopher Hawthorne, dificilmente alguma pessoa nos Estados Unidos não está familiarizada com o estilo Mórmon de edificação, que torna seus templos imediatamente reconhecíveis e distinguíveis dos de todas as outras denominações cristãs. Segundo ele, o estilo da arquitetura Mórmon continua a marcar uma presença singular no cenário contemporâneo, e os templos mais bem conhecidos do pós-guerra, como os grandes edifícios de Ogden e Washington D.C., são exemplos de uma derivação modernista consistentemente austera e grandiosa.
Nas palavras de Paul Anderson, curador de uma mostra sobre arquitetura Mórmon, os templos sempre almejaram uma delicada harmonia entre o desejo da Igreja de reiterar seu caráter cristão - ajudando a dissolver a impressão de sociedade fechada e esquisita que sempre pesou sobre o Mormonismo - e ao mesmo tempo orgulhosamente evidenciando sua separação das doutrinas Católica e Protestante, originando edifícios "que querem ser diferentes mas não estranhos". Para Franklin Ferguson, em toda a sua história a arquitetura Mórmon tem se revelado mais funcional do que experimental, mais discreta do que ornamentada, mais conservadora do que inovadora, com uma marcada tendência a evitar distrações para o cultivo de uma espiritualidade direta e pessoal, e o interesse Mórmon em unir princípios espirituais com uma prática mundana tem sido adequadamente expresso em uma arquitetura de grande praticidade e solidez.
Por outro lado, para Martha Bradley a arquitetura Mórmon tem primado pela variedade, versatilidade e adaptabilidade a mudanças em seu contexto, sem perder suas características mais distintivas, ainda que a prática recente da replicação de projetos em larga escala possa ser em alguns aspectos criticável. Com o crescimento geral do interesse pelos monumentos do passado, alguns desses templos foram classificados como dignos de preservação pelo governo dos Estados Unidos.

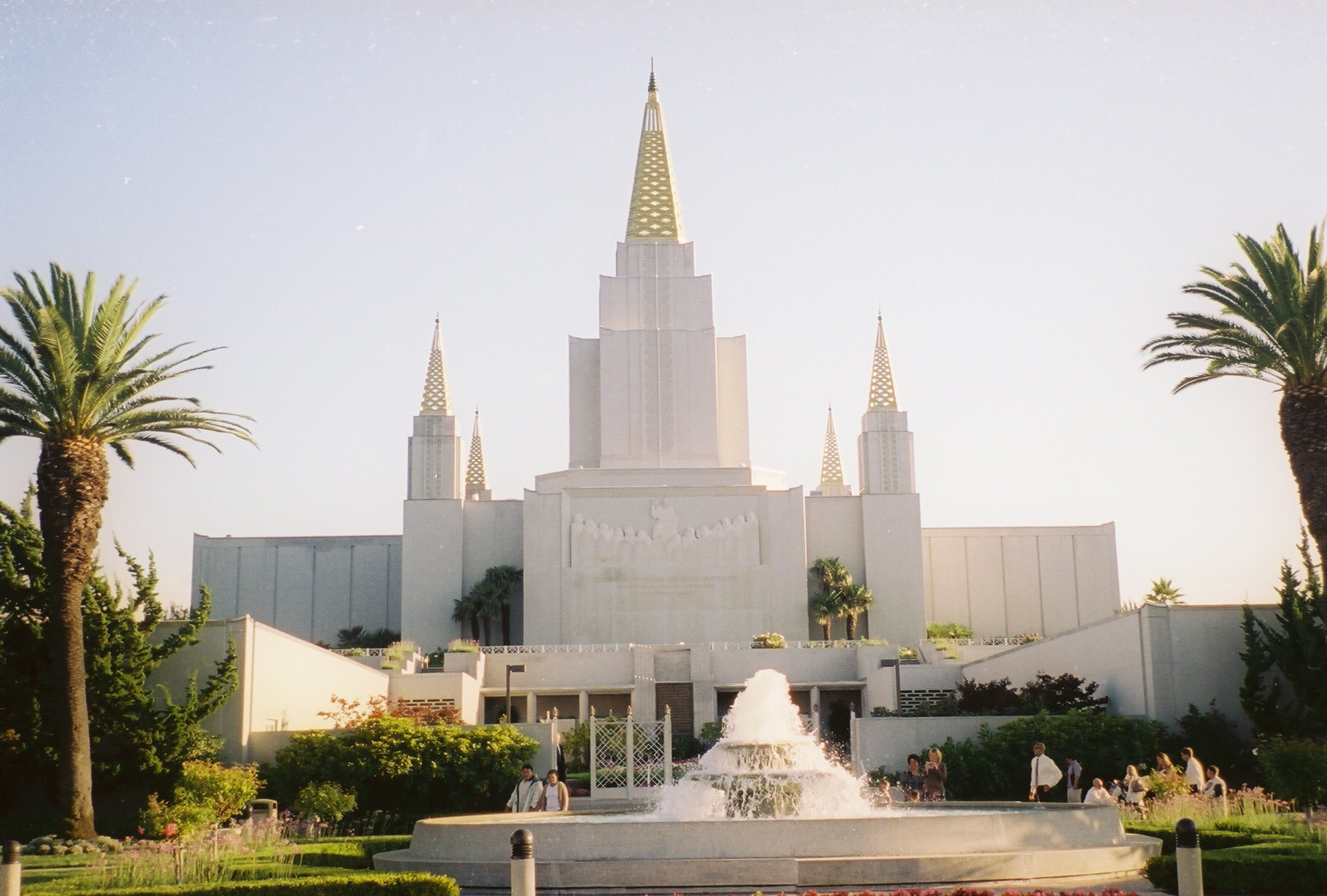
Templo de Oakland
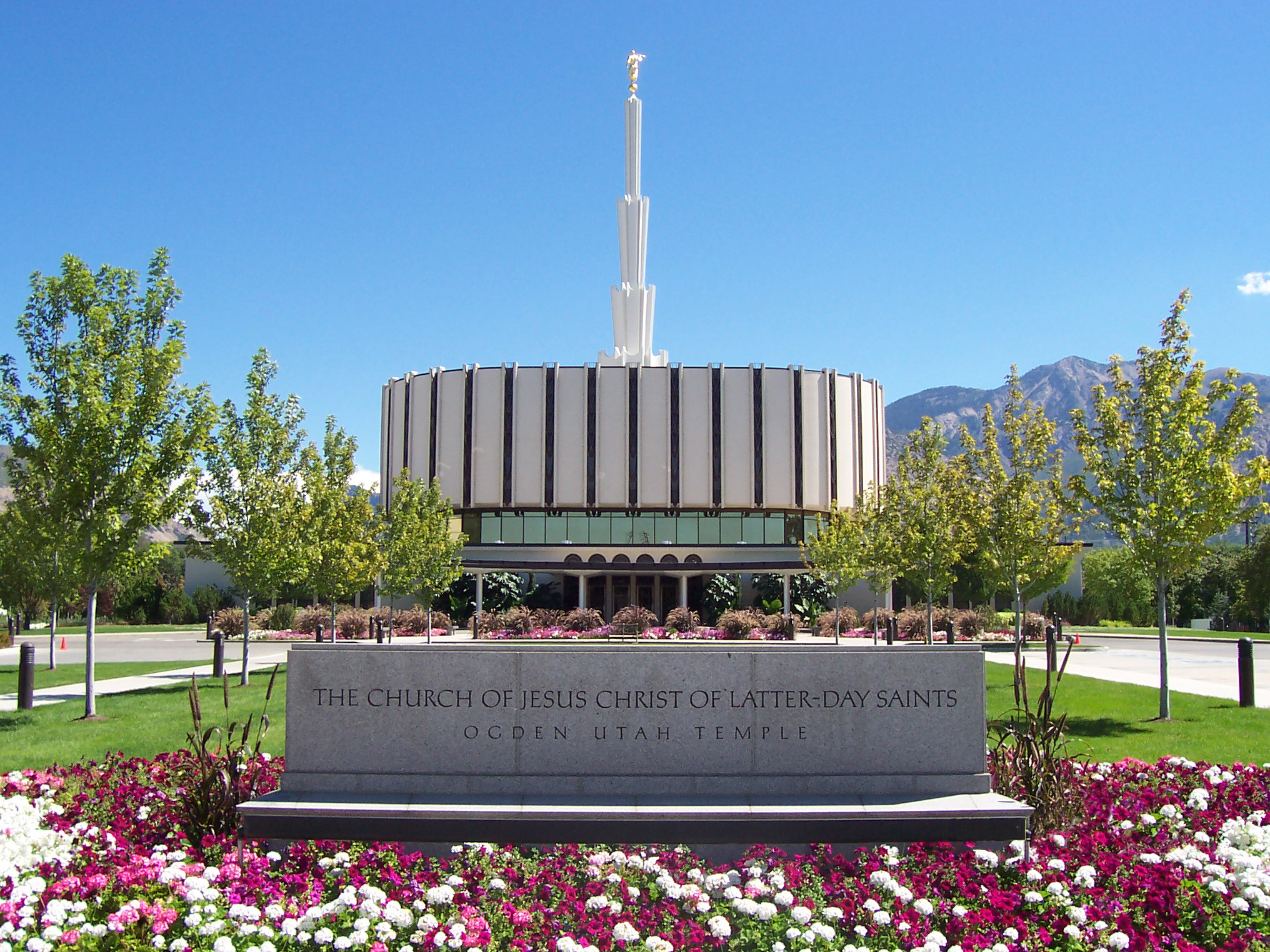
Templo de Ogden
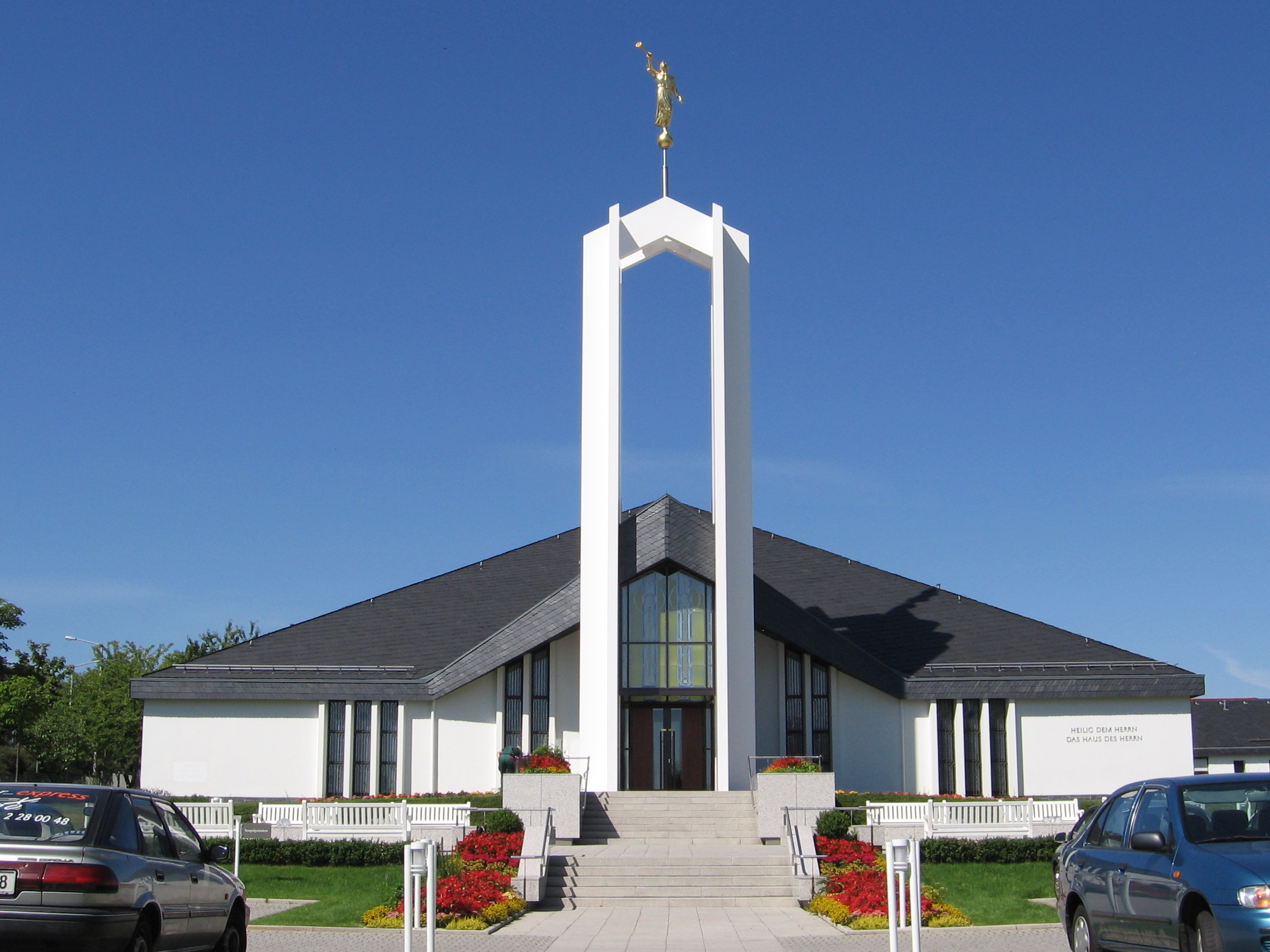
Templo de Freiberg
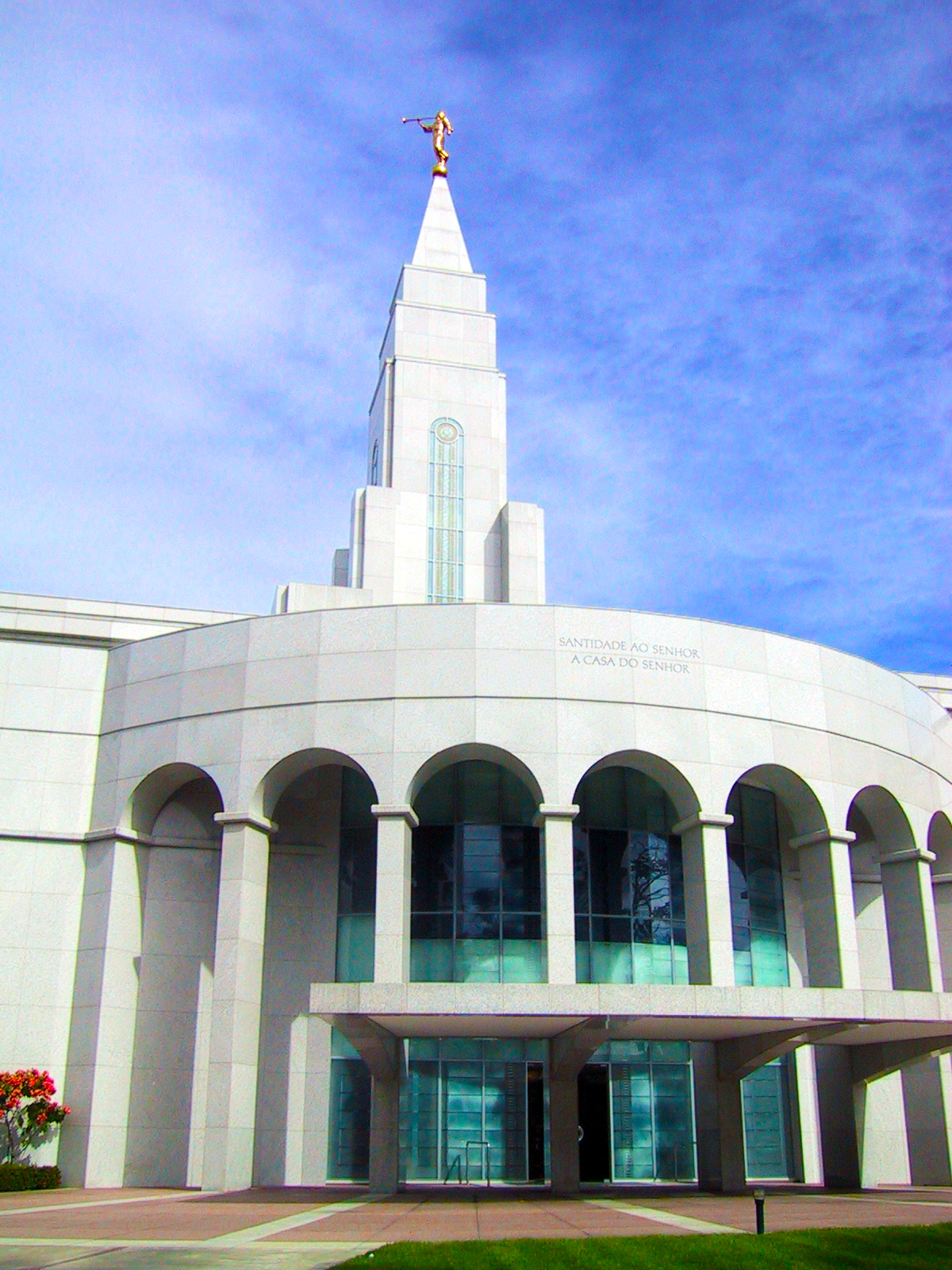
Templo de Recife

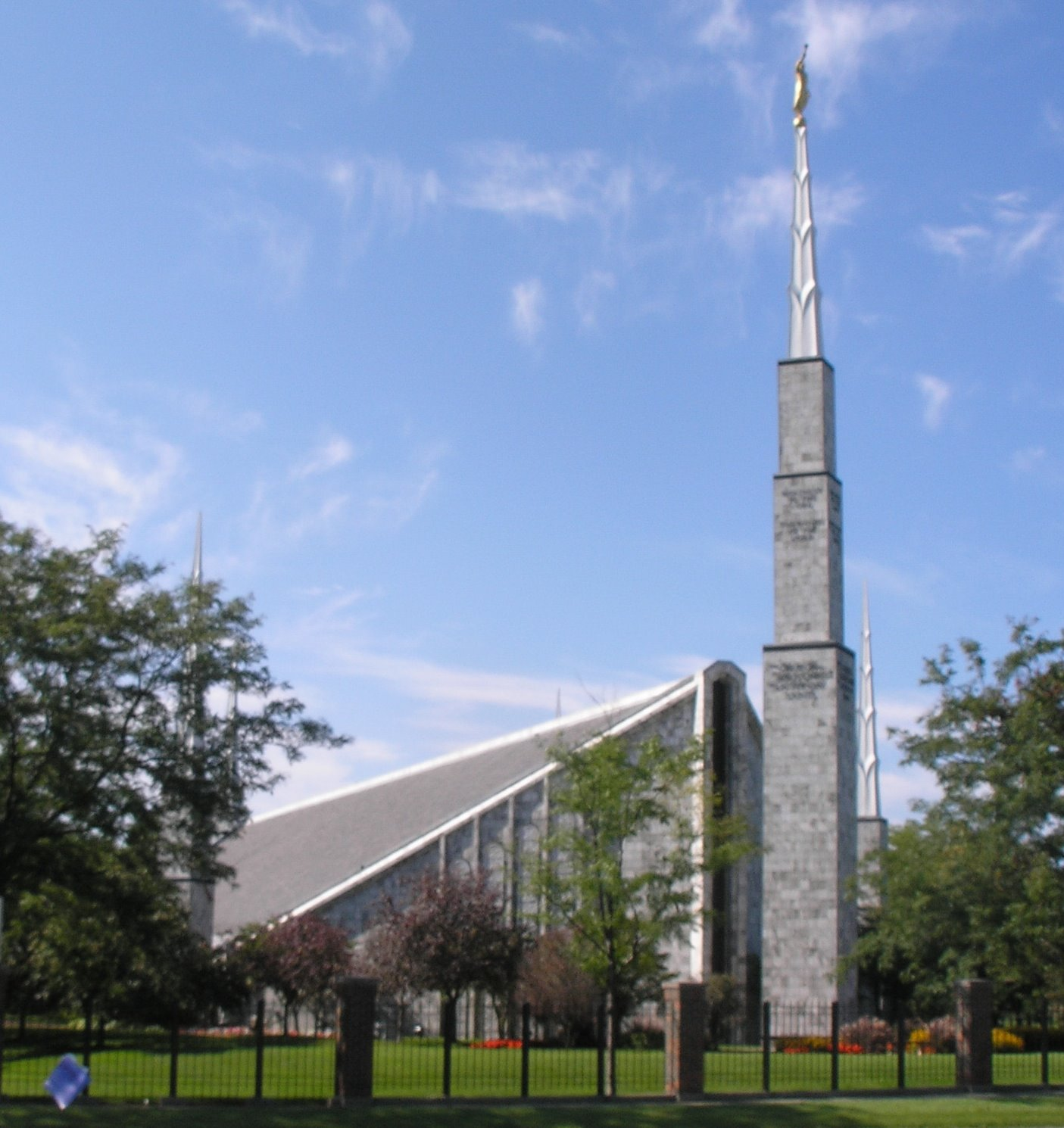
Templo de Chicago
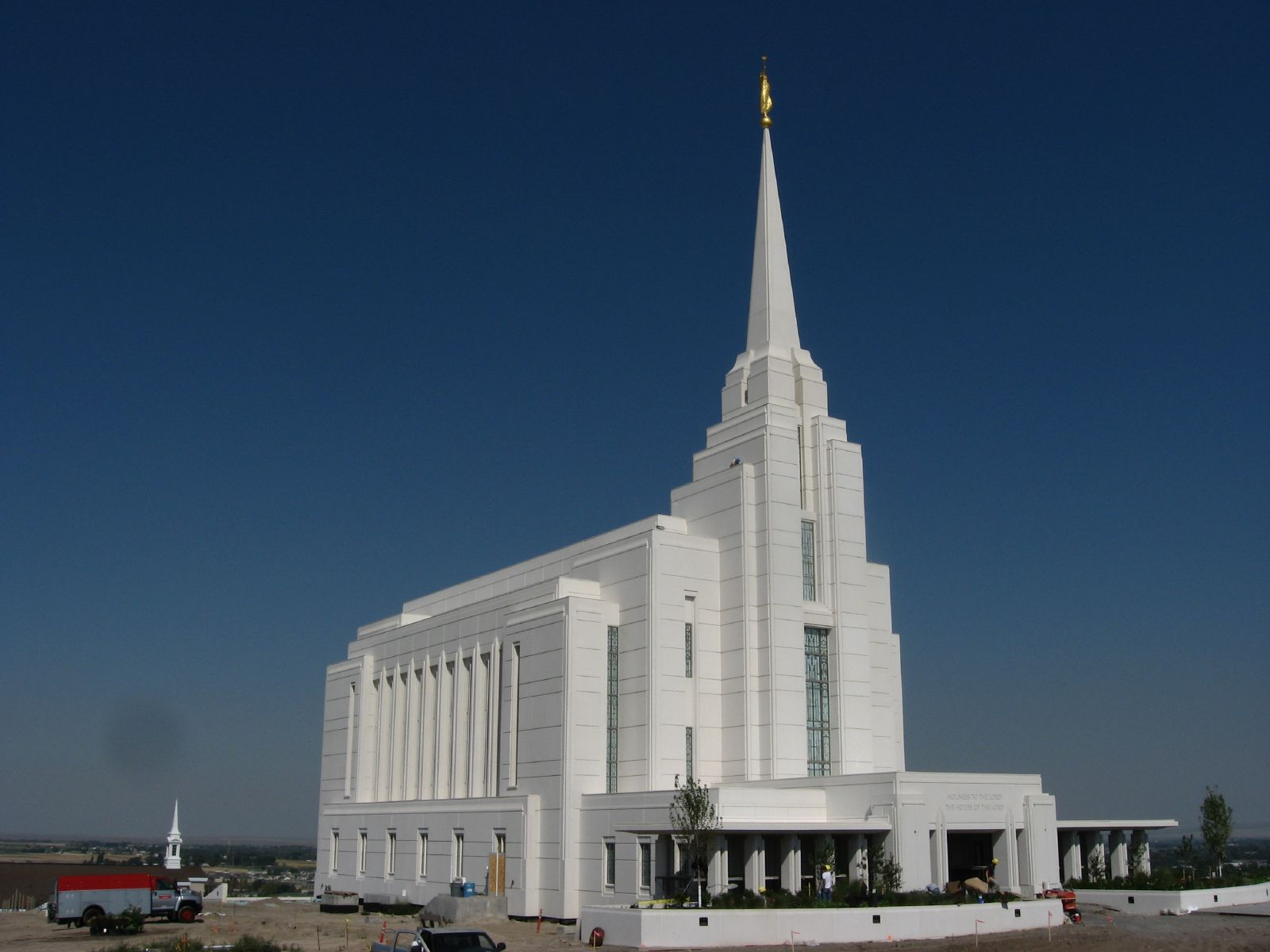
Templo de Rexburg
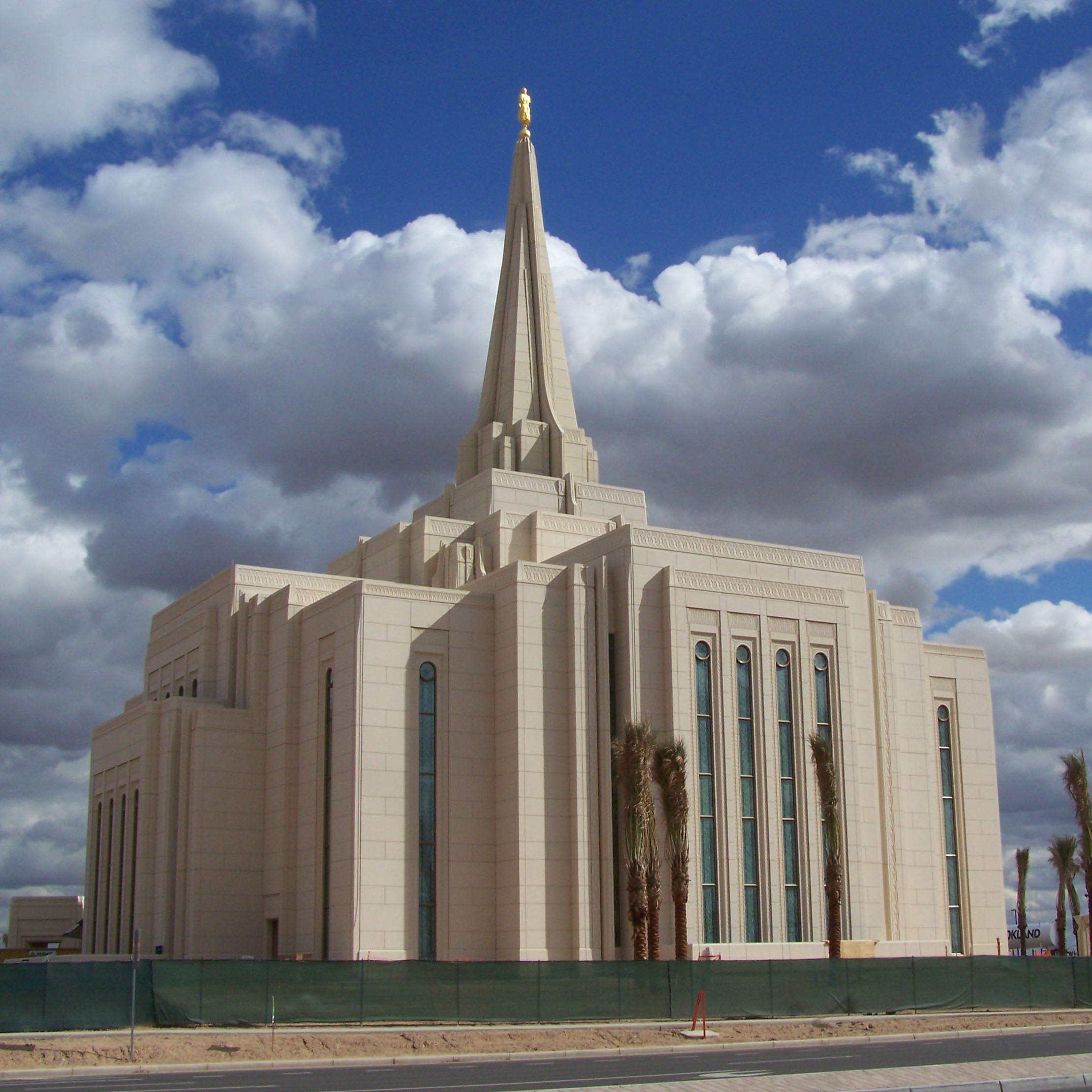
Templo de Gilbert
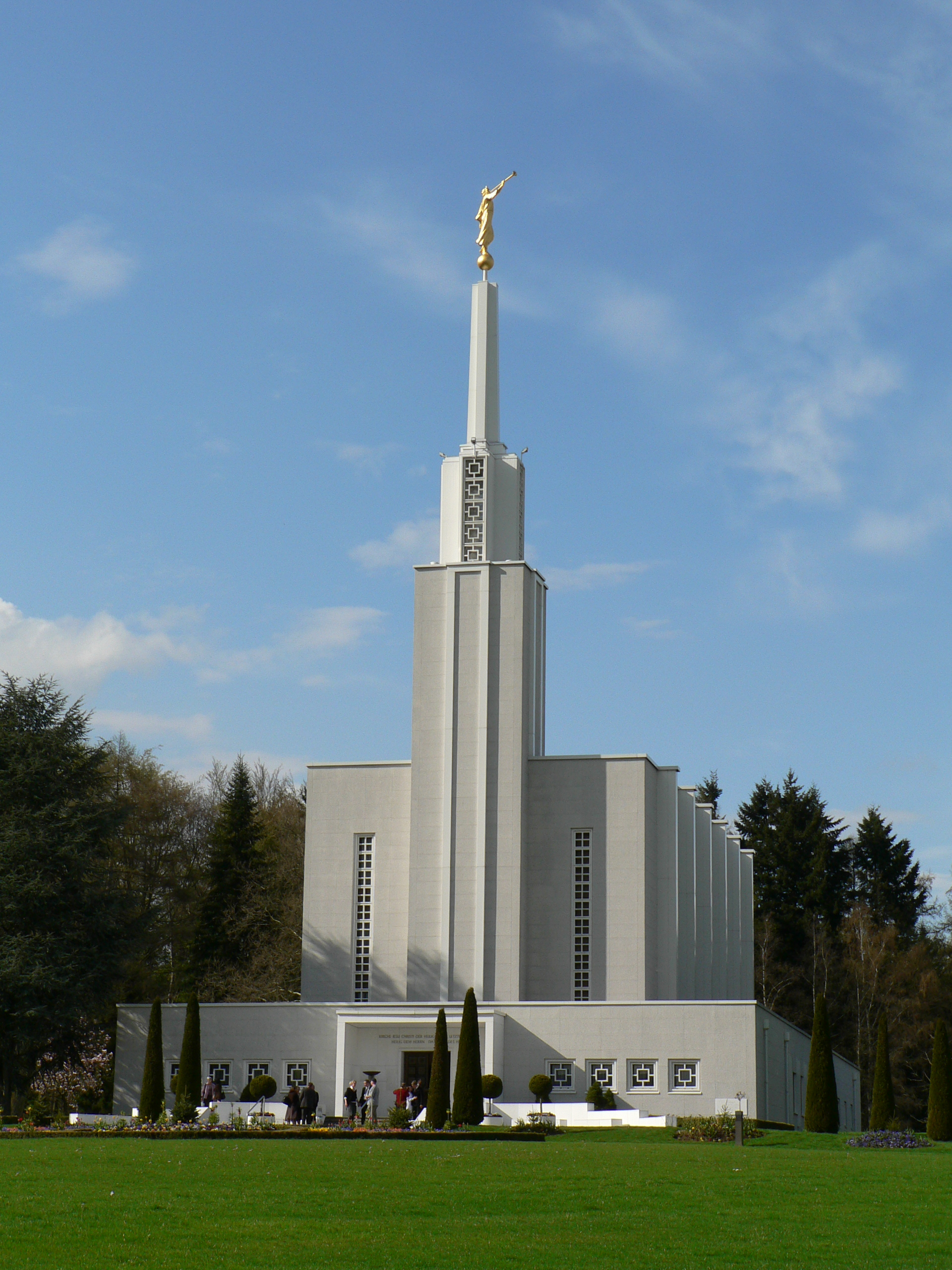
Templo de Berna

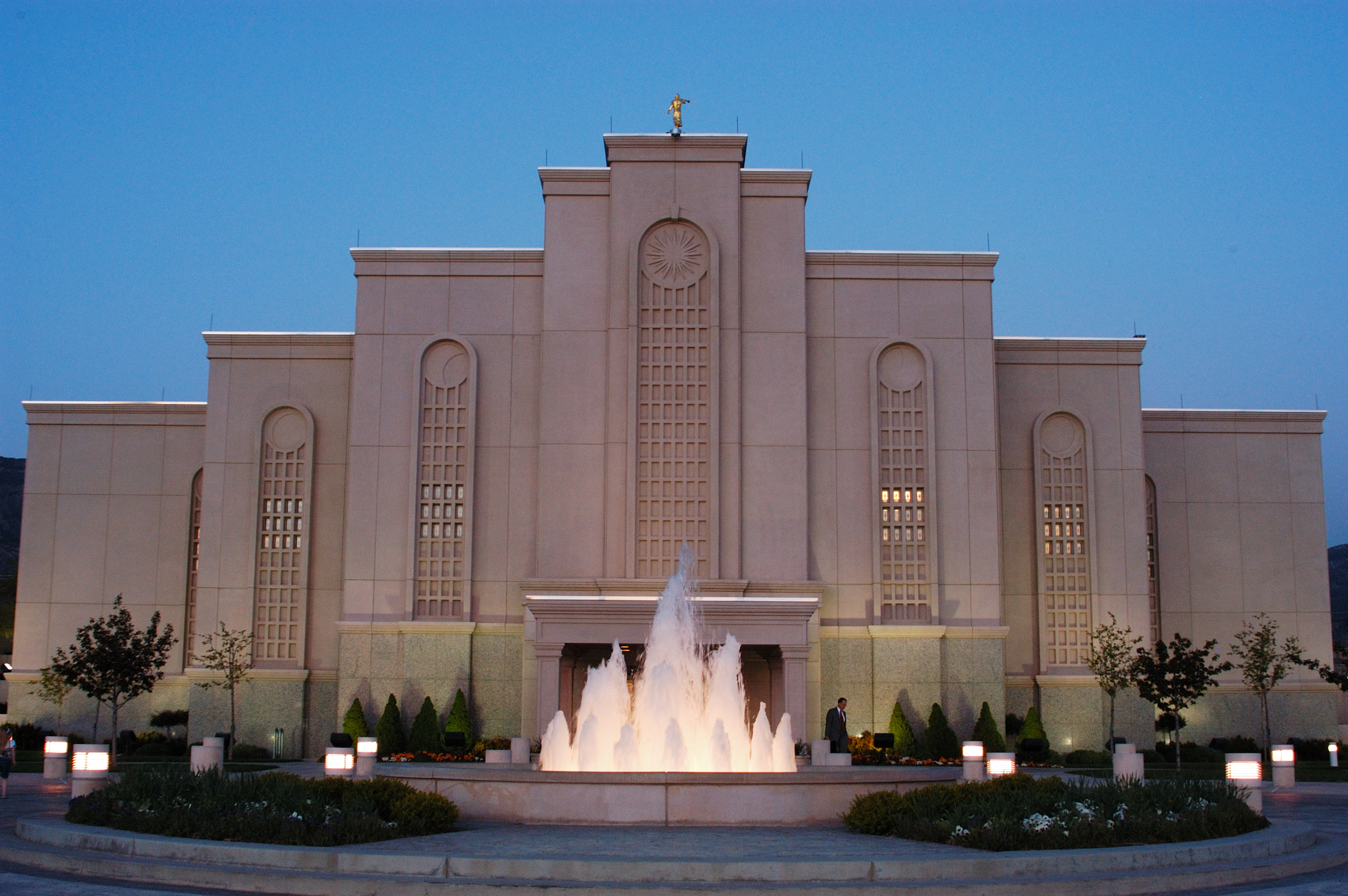
Templo de Albuquerque
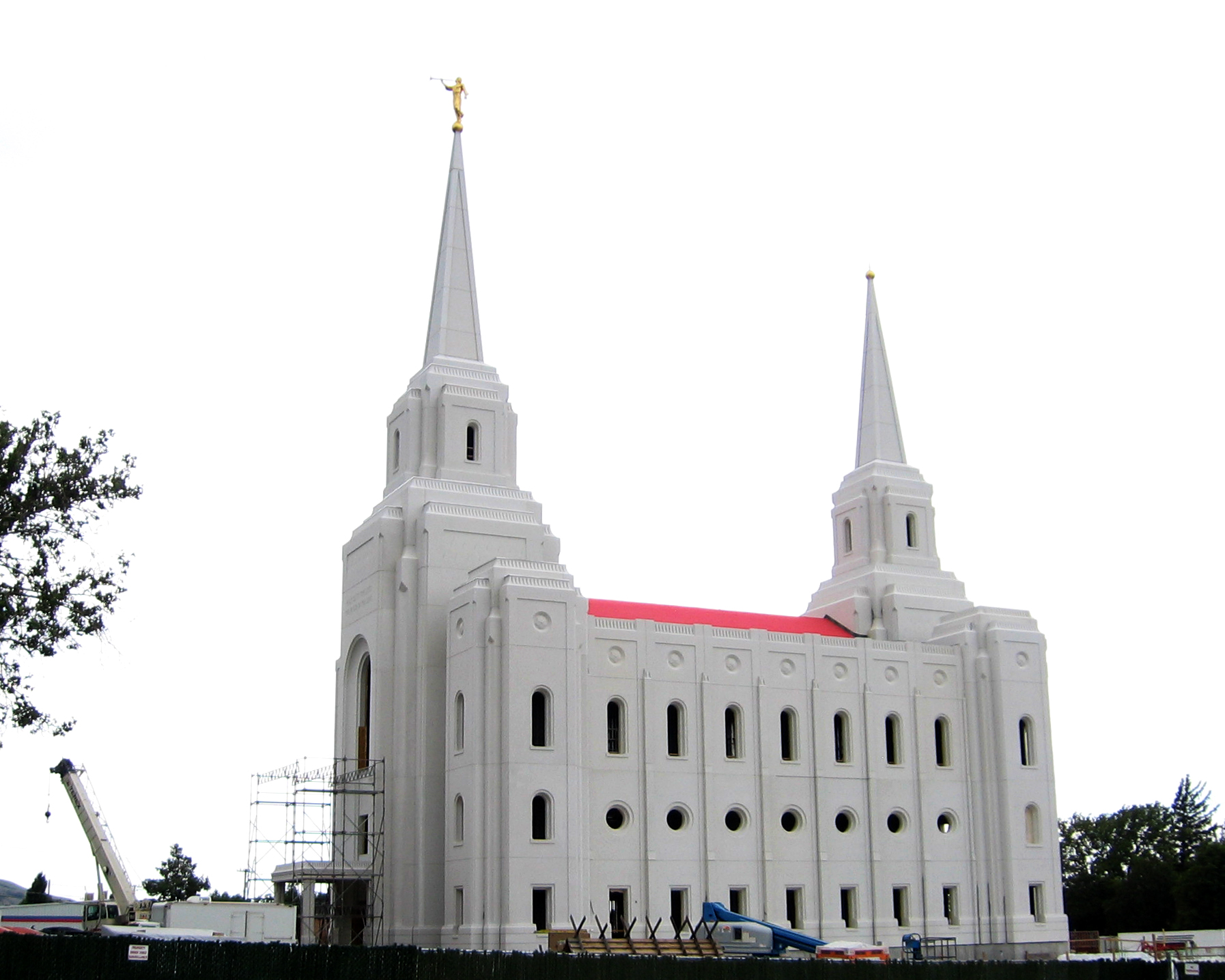
Templo de Brigham City
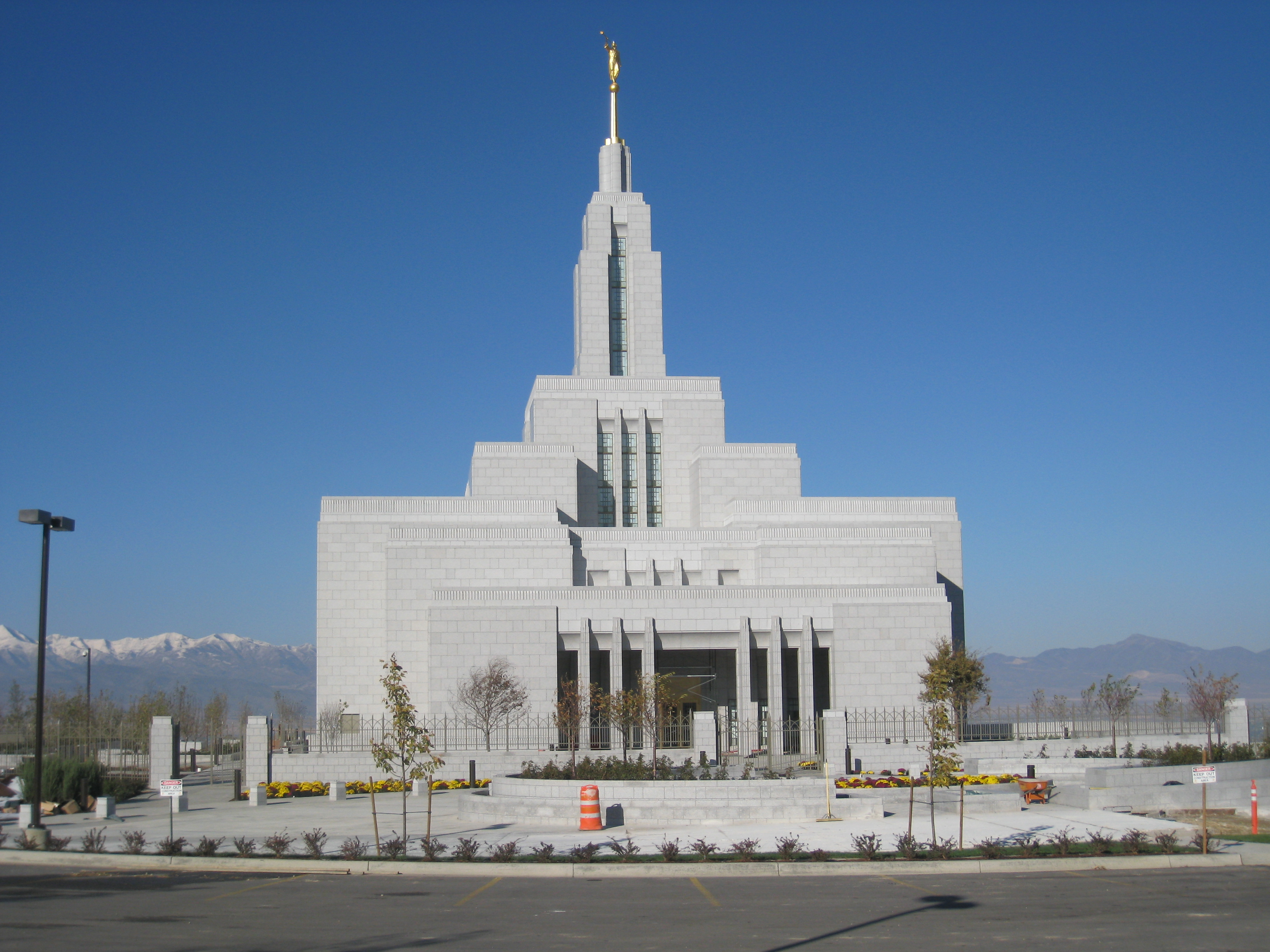
Templo de Draper
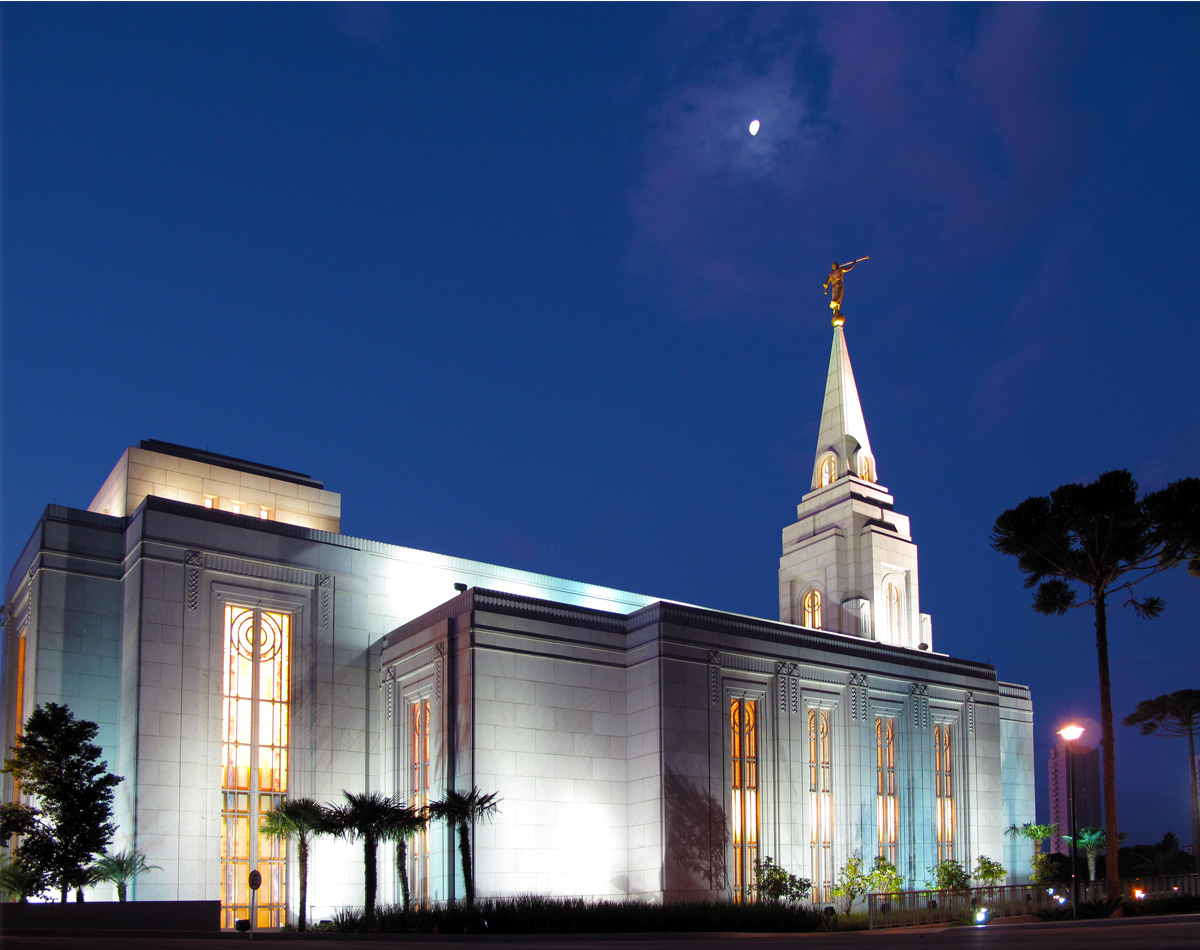
Templo de Curitiba